# Robești, Buzău
Robești este un sat în comuna Pârscov din județul Buzău, Muntenia, România. Se află în zona Subcarpaților de Curbură, în valea Buzăului, pe malul stâng al râului.
La sfârșitul secolului al XIX-lea, Robești era reședința unei comune alcătuite din cătunele Robești, Runcu și Stănilești, cu 630 de locuitori și 2 biserici.
În 1925, comuna Robești fusese deja desființată și inclusă în comuna Târcov, împreună cu comuna Gura Aninoasei, comună care la rândul ei avea să fie desființată, satul devenind în 1968 parte a comunei Pârscov.